# Koninklijke Fanfare Sinte-Cecilia Londerzeel
De Koninklijke Fanfare Sinte-Cecilia Londerzeel is een fanfareorkest uit Londerzeel dat opgericht werd op 6 mei 1852.

## Geschiedenis
Al kort na het oprichtingsdatum kon men de heer De Laet als dirigent van de nieuwe muziekvereniging winnen. Vier maanden later werd voorzitter Pantens opgevolgd door burggraaf Alfred de Spoelberch. In gevolg van een ruzie in de vereniging kwam het in 1872 tot een breuk. Op 6 februari 1872 besloten enkele leden zelf een muziekvereniging op te richten, de "nieuwe sociëteit", de Koninklijke Fanfare "L'Union" 1872, Londerzeel ging van start. De "oude sociëteit", de Koninklijke Fanfare Sinte-Cecilia, Londerzeel heeft deze splitsing doorstaan.
In 1881 veroverde de fanfare een tweede prijs bij een festival in Gent. In 1895 nam de fanfare deel aan een internationale wedstrijd te Dinant en behaalde de vierde prijs. Gedurende de Eerste Wereldoorlog was er rust, omdat alle activiteiten door de bezetters werden verboden. Na de oorlog werd het muzikaal peil aanmerkelijk verbeterd. In 1923 werd men winnaar in de derde afdeling tijden een wedstrijd te Jette. In 1935 speelde men bij de wedstrijden in Spontin en Tervuren al in de eerste afdeling.
Op 17 december 1920 kreeg de vereniging het predicaat Koninklijk van koning Albert I.
In 1937 ging de fanfare voor het eerste keer naar een korpswedstrijd in het buitenland en behaalde een eerste prijs in de 1e afdeling in Roosendaal (Nederland). Na de Tweede Wereldoorlog begon men in 1946 bij het provinciaal toernooi in de 1e afdeling. In 1948 een eerste prijs bij een concertwedstrijd te Diekirch (Luxemburg). In 1951 promoveerde de fanfare naar de ere-afdeling onder leiding van de dirigent Alfred Mahy (eredirigent van het Eerste Regiment Karabiniers). Met Mahy beleefde de fanfare vele successen (1e prijs in de ere-afdeling bij de concertwedstrijd in Oostende, in 1963 eerste prijs met beker van het Franse Ministerie van Cultuur op de internationale wedstrijd te Valenciennes, Frankrijk), maar om gezondheidsredenen nam hij ontslag en werd opgevolgd door Karel Torfs. In 1965 werd men voor het eerst Belgisch kampioen bij het toernooi te Hasselt. In 1966 veroverde men de eerste plaats op het Europees Kampioenschap onder de auspiciën van de United Nations Educational, Scientific and Cultural Organization (UNESCO) te Vichy (Frankrijk). In 1967 werd een langspeelplaat opgenomen met marsen van de Londerzeelse componist Lode Meeus.
In 1970 werd de Koninklijke Fanfare Ste-Cecilia omgevormd tot een vzw
De tweede langspeelplaat van de fanfare werd in 1975 opgenomen, wederom met marsen van Lode Meeus. Voor de continuïteit en de verbetering van de jeugdopleiding en de verjonging van het orkest werd er in 1976 binnen de vereniging een muziekschool opgericht. Ook met Karel Torfs was het muzikaal niveau verbeterd en werden er verschillende wedstrijden in binnen- en buitenland gewonnen. In 1978 werd onder leiding van Torfs deelgenomen aan het 8e Wereld Muziek Concours te Kerkrade en de fanfare behaalde met 288 1/2 punten een 1e prijs in de 1e divisie en men werd onder zijn leiding verschillende malen kampioen van België. Om gezondheidsredenen nam Karel Torfs in 1980 ontslag en werd opgevolgd als dirigent door Maurits Bonnaerens.
Maurits Bonnaerens werd in 1982 als dirigent opgevolgd door Pierre Dierickx. Onder zijn leiding werd de fanfare opnieuw in 1983 te Sint-Joris-Wingene en in 1985 te Neerpelt Belgisch kampioen. In 1989 werd Dierickx opgevolgd door de nieuwe dirigent Dirk De Caluwé. Met De Caluwé als dirigent werd de eerste cd in Studio 4 van de toenmalige Belgische Radio- en Televisieomroep (BRT) van de fanfare opgenomen. In 1995 kreeg de fanfare een nieuwe dirigent, Jan De Bondt. Onder zijn leiding nam de fanfare opnieuw deel aan het Kampioenschap van België en in 1996 behaalde men weer de kampioenstitel. Het jaar 1997 stond in het teken van een vijfdaagse concertreis naar Vichy. In 1999 maakte men een vliegreis naar Caella aan de Costa Brava in Spanje. In het jaar 2002 vierde men het 150-jarig jubileum en werd er een driedaagse concertreis door het Groothertogdom Luxemburg ondernomen. In 2003 werd Sinte-Cecilia provinciaal kampioen bij het toernooi van de Vlaamse Amateurmuziekorganisatie (Vlamo).
Het jaar 2005 stond opnieuw in het teken van een vijfdaagse concertreis naar Spanje. Bij het finalewedstrijd voor orkesten van de Vlamo in 2006 werd de fanfare uitgeroepen tot Algemeen Laureaat Fanfares in de ere-afdeling.

## Tegenwoordig
Naast het fanfareorkest beschikt de vereniging over een drumband (opgericht in 1963) en een jeugdfanfare (opgericht in 1976).

## Dirigenten
- 1852-???? De Laet
- ????-???? Staes
- ????-???? Marckx
- ????-???? Dumont
- ????-???? Hernandin
- ????-???? Alfred Mahy
- ????-1980 Karel Torfs
- 1980-1982 Maurits Bonnaerens
- 1982-1989 Pierre Dierickx
- 1989-1995 Dirk De Caluwé
- 1995-heden Jan De Bondt

## Concertreizen
| Jaar | Land      | Locatie                                                          |
| ---- | --------- | ---------------------------------------------------------------- |
| 1937 | Nederland | Concours te Roosendaal                                           |
| 1948 | Luxemburg | Wedstrijd te Diekirch                                            |
| 1949 | Nederland | Korps-, Marsen- en Vaandelwedstrijd te Almelo                    |
| 1951 | Luxemburg | Concours te Differdange                                          |
| 1952 | Luxemburg | Korpswedstrijd te Differdange                                    |
| 1953 | Luxemburg | Korpswedstrijd en in de marsenwedstrijd Echternach               |
| 1954 | Luxemburg | Marswedstrijden en concours te Luxemburg                         |
| 1954 | Nederland | Internationale wedstrijd te Wormerveer                           |
| 1963 | Frankrijk | Internationale wedstrijd te Valenciennes                         |
| 1966 | Frankrijk | Europees Kampioenschap onder de auspiciën van de UNESCO te Vichy |
| 1968 | Luxemburg | Wedstrijd te Diekirch                                            |
| 1968 | Frankrijk | Internationale wedstrijd te Épinal                               |
| 1978 | Nederland | Wereld Muziek Concours te Kerkrade op 25 juli 1978               |
| 1997 | Frankrijk | Vijfdaagse concertreis te Vichy                                  |
| 1999 | Spanje    | Concertreis te Caella, aan de Costa Brava                        |
| 2002 | Luxemburg | Driedaagse concertreis in het Groothertogdom Luxemburg           |
| 2005 | Spanje    | Vijfdaagse concertreis in Spanje                                 |
| 2010 | Duitsland | Concertreis Sigmaringen                                          |
| 2015 | Frankrijk | Vijfdaagse concertreis in Parijs                                 |

## Publicaties
- K.F.S.C.: Koninklijke Fanfare St-Cecilia, historiek 1852-1966, Londerzeel, 1966, 44 blz.
- A. Verdickt e.a.: Cum Laude, Koninklijke Fanfare St. Cecilia 1852-2002 : Kroniek van 150 jaar fanfare geschiedenis, Londerzeel, K.F.S.C., 2002, 120 blz.